# Мухйиддин ан-Навави
Мухйидди́н Абу Закарийя́ Яхья́ ибн Шара́ф ан-Навави́ (араб. محيي الدين أبو زكريا يحيى بن شرف النووي‎), известный как шейх-уль-ислам ан-Навави (араб. الإمام النووي‎; 1233 — 1278, Нава, Сирия, Мамлюкский султанат) — исламский учёный-богослов, хадисовед и правовед шафиитского мазхаба. Автор многочисленных и объёмных работ по мусульманскому богословию, хадисоведению, юриспруденции и т. д.

## Биография
Родился в октябре 1233 года в деревне Нава (ныне сирийский город к югу от Дамаска в провинции Даръа). В раннем возрасте выучил наизусть Коран. Его отец, видя способности сына, в 1251 году отвёз сына в Дамаск, который в то время был одним из центров просвещения исламского мира. Придя в Дамаск, ан-Навави поступил в медресе ар-Равахийя, где изучал шафиитское право. За короткое время выучил наизусть книги «ат-Танбих» и «Мухаззаб». Ан-Навави рассказывал: «В 649 году (хиджры), когда мне было 19 лет, отец привёл меня в Дамаск, и я устроился медресе ар-Равахийя». Два года я не ложился на бок, выучил книгу «ат-Танбих» за четыре месяца, а за остальной год я выучил «четверть о поклонений» из книги «аль-Мухаззаб».
Вначале изучал медицину, но через некоторое время посвятил себя изучению исламских наук. Имам ан-Навави писал: «Однажды я надумал изучить медицину. Когда я купил книгу Ибн Сины (Авицены) с целью изучения медицину, в сердце моем „почернело“, и несколько дней я остался рассеянным, неспособным совершить ничего. Тогда я начал искать причину такого состояния и Аллах мне внушил, что мое занятие медициной вселяет в меня такое состояние. Тогда я незамедлительно продал книгу Ибн Сины и убрал из дома все, что связано с медицинской наукой, и мое сердце снова осветилось и состояние мое вновь стабилизировалось».
В 1253 году вместе с отцом совершил паломничество в Мекку. Всего же за свою жизнь он дважды совершал хадж. Его учителями в области фикха были Исхак аль-Магриби, Абу Шама аль-Макдиси (муфтий Дамаска), Умар аль-Арбали и другие известные богословы.
С 1257 года начал писать богословские труды. В 1266 же году возглавил медресе аль-Ашрафийя в Дамаске, заменив на этом посту умершего Абу Шаму аль-Макдиси. За время учёбы его здоровье заметно пошатнулось, но несмотря на это, даже возглавив медресе, имам ан-Навави жил очень скромно, тратя своё жалование на благотворительность.
Ан-Навави имел настолько огромную репутацию среди народа. Известен случай, когда мамлюки захватили Сирию, они обложили население военным налогом, которое обратилось за помощью к имаму ан-Навави. Имам пришёл к мамлюкскому султану Бейбарсу с просьбой освободить народ Сирии от наложенных на них налогов, а также защитить преподавателей медресе, доходы которых уменьшились. Султан отказал имаму в его просьбе и, более того, выслал имам ан-Навави из Дамаска за то, что тот отказался подписать фетву узаконивающую эти налоги. Сообщается, что имам ан-Навави Бейбарсу на угрозы следующим образом: «Что касается меня, угрозы не причиняют мне вреда и ничего не значат для меня. Они не будут мешать мне давать советы правителю, поскольку я считаю, что это обязательно для меня и других». Имам ан-Навави остался единственным факихом, отказавшемся подписать эту фетву. Эта история из жизни имама отражена популярном романе Сират аз-Захир Бейбарс, в котором султан проклинал ан-Навави за то, что на некоторое время ослеп.
Помимо фикха, имам ан-Навави изучал хадисоведение. За короткое время он стал известным учёным в этой области исламских наук. Имам ан-Навави внёс большой вклад в развитие хадисоведения, написав комментарии к сборникам хадисов, а также книги по основам хадисоведения. Его сборник хадисов «Рияд ас-Салихин» (завершён в 1271 году) является одним из самых авторитетных в мусульманском мире.
С 1257 года имам ан-Навави преподавал в медресе Ашрафия.
В конце своей жизни он посетил Иерусалим и Хеврон. Вёл набожный и аскетический образ жизни. Никогда не женился и не имел детей. Имам ан-Навави заболел и умер возле родителей в ночь среды 24 (или 14) числа месяца раджаб 676 года по хиджре (22 декабря 1277 года) в возрасте 45 лет в своей родной деревне, где и похоронен.
Могила Мухйиддина ан-Навави почиталась мусульманами, которые построили вокруг неё гробницу. Над самой могилой выросло огромное дерево. В январе 2015 года боевики «Джебхат-ан-Нусра» заминировали и взорвали гробницу имама.

## Богословская деятельность
Ан-Навави является одним из выдающихся учёных шафиитской правовой школы. Он выделялся своими познаниями в области религиозных наук и аскетизмом и всё своё время посвящал поискам знания и различным делам поклонения. Он внёс большой вклад в хадисоведческую литературу своими выдающимися работами Арба‘уна ан-Нававийя («Сорок [избранных хадисов] ан-Навави») и Рияд ас-Салихин («Сады праведных»). Из книг по биографиям и грамматике можно отметить Тахзибуль асмаи ва люгат и Тахриру танбих (завершена в 1272 году).

### Хадисоведение
На сегодняшний день имам ан-Навави является одним из авторитетных исламских богословов. Он обладал знаниями сунны пророка Мухаммеда и применял к ней более жёсткие требования, чем поздние богословы; например, он относил к каноническим только пять сборников хадисов и ставил Сунан Ибн Маджа на один уровень с Муснадом имама Ахмада.
Несмотря на почтительное отношение к имаму Муслиму, он более высокое оценивает имама аль-Бухари. Им написан самый известный комментарий к Сахих Муслима — аль-Минхадж фи шарх Сахих Муслим. Во введении к этой книге он написал историю её передачи и наброски хадисоведения. Он дал не только замечания по цепочкам передатчиков (иснадам), но и грамматическое объяснение хадисов. В своих работах он даёт богословские и правовые аспекты хадисов, цитируя при необходимости не только основателей правовых школ, но и их предшественников (аль-Аузаи и др.). Он также вставил заголовки (тараджама) в работу имама Муслима.
Из его книг можно также упомянуть Китаб аль-Арбаин, назавершённый комментарий к Сахиху аль-Бухари и Абу Дауда; и выдержки из Умм аль-хадис Ибн ас-Салаха (ат-Такриб ва аль-тафсир).
В книге имама ан-Навави Арба‘уна ан-Нававийя изложены сорок хадисов охватывающие наиважнейшие аспекты религии. Каждый из хадисов представляет собой одну из великих основ ислама и относится к числу тех, которых богословы называли основой ислама в целом. Кроме того, автор придерживался правила, в соответствии с которым каждый из сорока хадисов должен быть достоверным, а большинство их должно приводиться в «Сахих аль-Бухари» и в «Сахих Муслим». Многие до и после ан-Навави избирали сорок хадисов, однако сочинение ан-Навави Арба‘уна ан-Нававийя является одной из популярнейших книг среди мусульман всего мира.

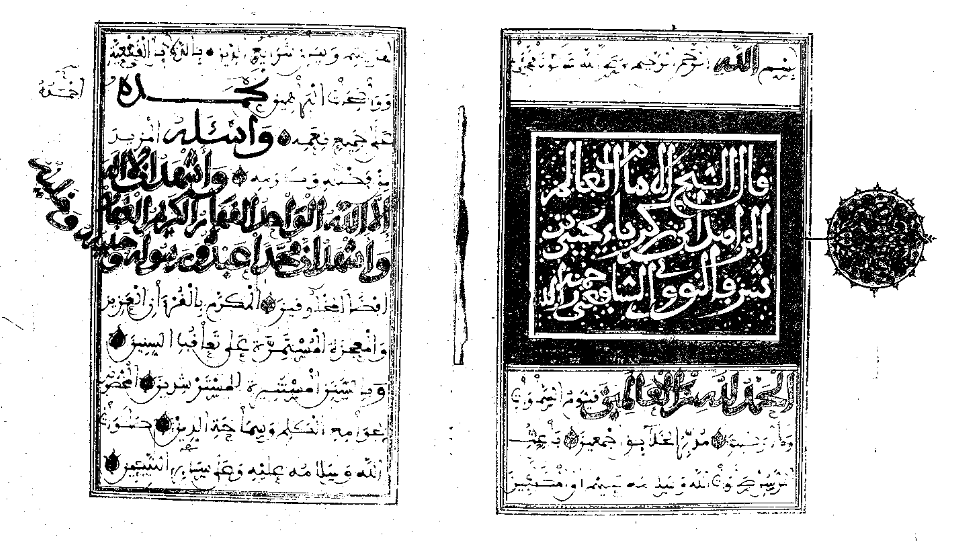
Арба‘уна ан-Нававийя («Сорок [избранных хадисов] ан-Навави»)

### Фикх
Важность имама ан-Навави в фикхе, пожалуй, даже больше чем в хадисоведении. Его книга Минхадж ат-талибин ва-‘умдат аль-муфтийин (завершена в 1270 году) считается одной из главных книгой по шафиитскому праву вместе с работой Абу-ль-Касима ар-Рафии (ум. 1226 г.) . Комментарии к этой книге Ибн Хаджара аль-Хайтами (Тухфа аль-Мухтадж) и ар-Рамли (Нихая аль-мухтадж) считаются законодательными книгами шафиитского мазхаба. Минхадж ат-талибин содержит отрывки и комментарии к книге ар-Рафии Мухаррар.
Из правовых сочинений ан-Навави можно упомянуть Равда фи мухтасар шарх ар-Рафии (завершена в 1270 году), в которой часто комментируется книги Абу Исхака аш-Ширази аль-Мухаззаб (араб. المجموع شرح المهذب لأبي إسحاق الشيرازي‎) и ат-Танбих, а также аль-Васит (араб. قطعة من شرح الوسيط لأبي حامد الغزالي‎) Абу Хамида аль-Газали, сохранившаяся в виде фетв, собранных Ибн аль-Аттаром.
Несмотря на то, что он был правоведом шафиитского мазхаба, его уважали и представители других мазхабов.

### Вероубеждения
Мухйиддин ан-Навави изучал Рисала Абдул-Карима аль-Кушайри и написал книгу по молитвам Китаб аль-Азхар (завершена в 1268 году).
Имам ан-Навави придерживался ашаритских убеждений. Имам аз-Захаби в своей книге «Тарихуль-Ислам» охарактеризовал его следующим образом: «Ан-Навави — ашарит в акиде, он известен этим. Он считает водящими нововведение (мубтади’) тех, кто противоречит им (ашаритам) и чрезмерно груб по отношению к ним». Таджуддин ас-Субки в своём «Табакате» сказал: «Некоторые антропоморфисты (муджасима) в наше время (8-й век по хиджре) зашли так далеко, что написали копию „Шарха“ ан-Навави на „Сахих“ Муслима, убрав оттуда все части, где ан-Навави говорит о хадисах, указывающих на атрибуты (сифаты). Поскольку нет сомнений в том, что имам ан-Навави был ашаритом в акиде, этот писарь не нашёл в себе силы оставить книгу в том виде, как она была написана. Он совершил невероятный грех, так как это извращение религии, он подрывает доверие людей к тому, что пишут учёные, и тому, что люди получают из книг. Так пусть Аллах унизит того, кто делает подобное, и сделает его уродливым».
Относительно аятов о сифатах Аллаха ан-Навави разъясняет мнения мусульманских богословов следующим образом: «Учёные разошлись во мнении, относительно аятов и хадисов о сифатах, толковать их или нет? Сказала одна группа: толкуем, так как подобает Аллаху. И это более известное мнение из двух мнений мутакаллимов. Другие сказали: не надо их толковать, а напротив надо воздержатся от разговоров об их смысле. Надо оставить знание о них Всевышнему Аллаху, вместе с убеждением абсолютного очищения Аллаха от недостатков и отсутствия у Него качеств творений. Например, говорят: мы верим, что „Милостивый на Арше истава“ и мы не знаем истинный смысл этого и того, что имелось этим в виду. Вместе с этим мы убеждены, что Всевышний, „Нет ничего подобного Ему“, и что Он чист от воплощения и характеристик сотворенных, и это является путем саляфов, или большинства из них. Это наиболее безопасный путь, так как не требуется от человека, чтобы он входил в это (в познание смысла). Когда есть убеждение абсолютного очищения от недостатков, то нет нужды во вхождение в него, и подвергаться риску в котором нет никакого принуждения и надобности. Если же нужда толкает на толкование для опровержения заблудших и им подобных, то тогда толкуют. И в соответствии с этим воспринимается то, что пришло от учёных по этому поводу. Аллаху ведомо лучше».

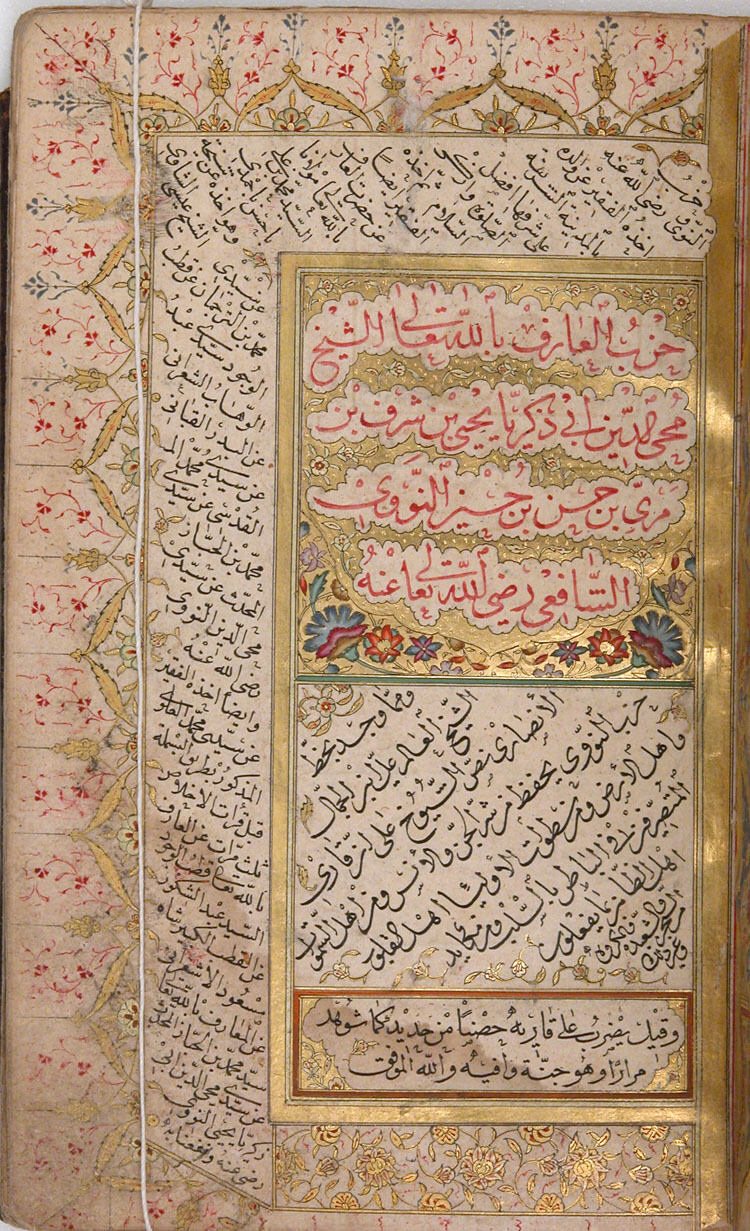
Рукопись книги ан-Навави османского каллиграфа Мухаммада Амира (1739 г.)